# Gyllenguldstekel
Gyllenguldstekel (Chrysis ruddii) är en stekelart som beskrevs av William Edward Shuckard 1838. Arten ingår i släktet eldguldsteklar (Chrysis) och familjen guldsteklar (Chrysididae). Enligt den finländska rödlistan är arten nära hotad i Finland. Arten är reproducerande i Sverige.